# 石磨腸粉

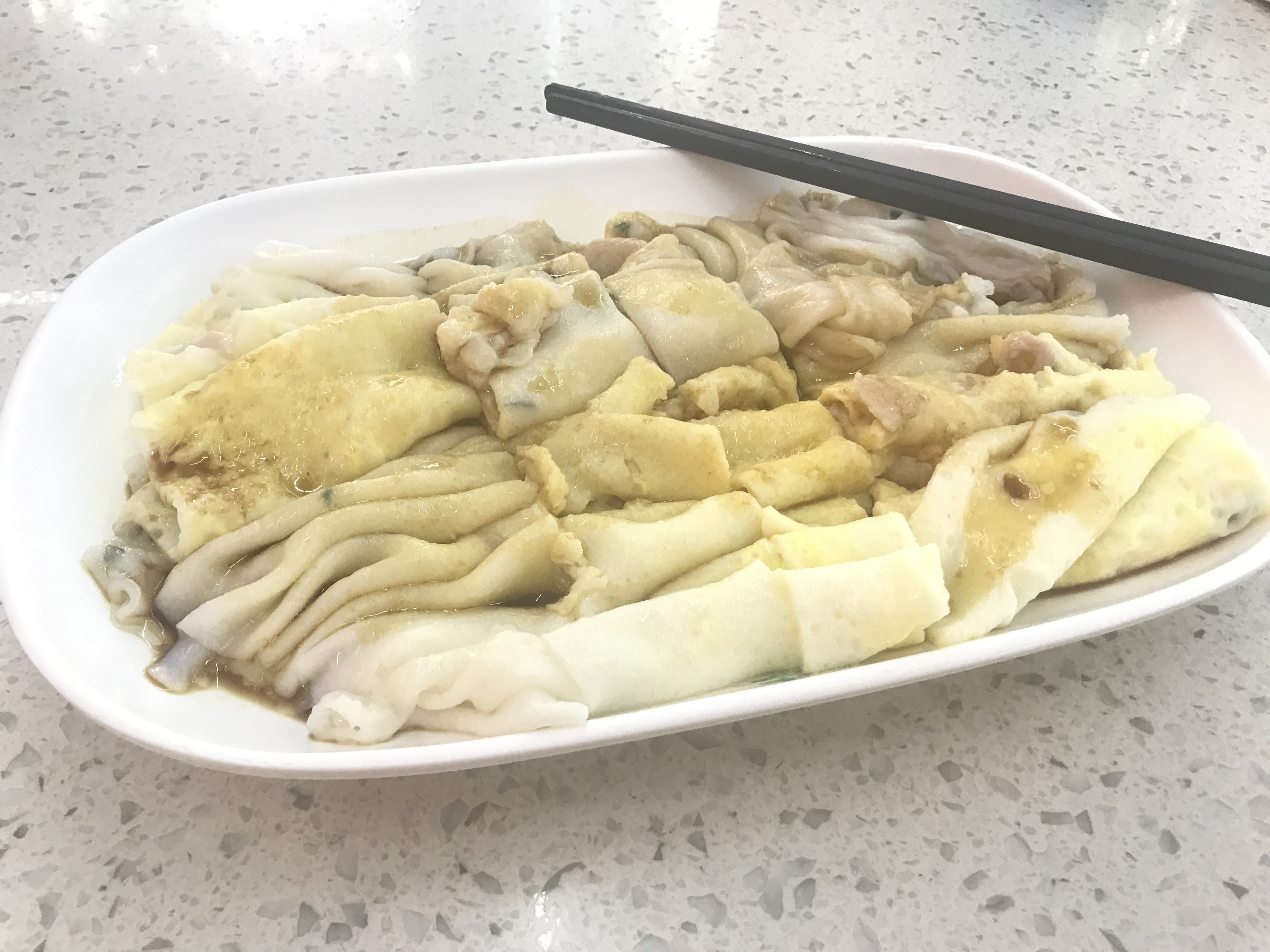
鸡蛋瘦肉石磨肠粉

石磨腸粉，又稱皺皮腸粉，是一種採用傳統石磨製作米漿製作而成的腸粉，是廣東流行的早餐。由於其腸粉皮較薄，故較易起皺，因而又稱為「皺皮腸粉」。

## 製作方式
石磨腸粉的米漿是用石磨製作的，石磨磨出的米漿很細膩，在米漿中加入豬肉、雞蛋、蝦、牛肉等配料，再用抽屜式蒸架快速蒸熟，最後加上醬汁。

## 與布拉腸粉的區別
石磨腸粉有別於布拉腸粉，石磨腸粉在製作時是將米漿及餡料放進抽屜式蒸架蒸熟，然後剷起粉皮包着餡料，而不會用手去捲。

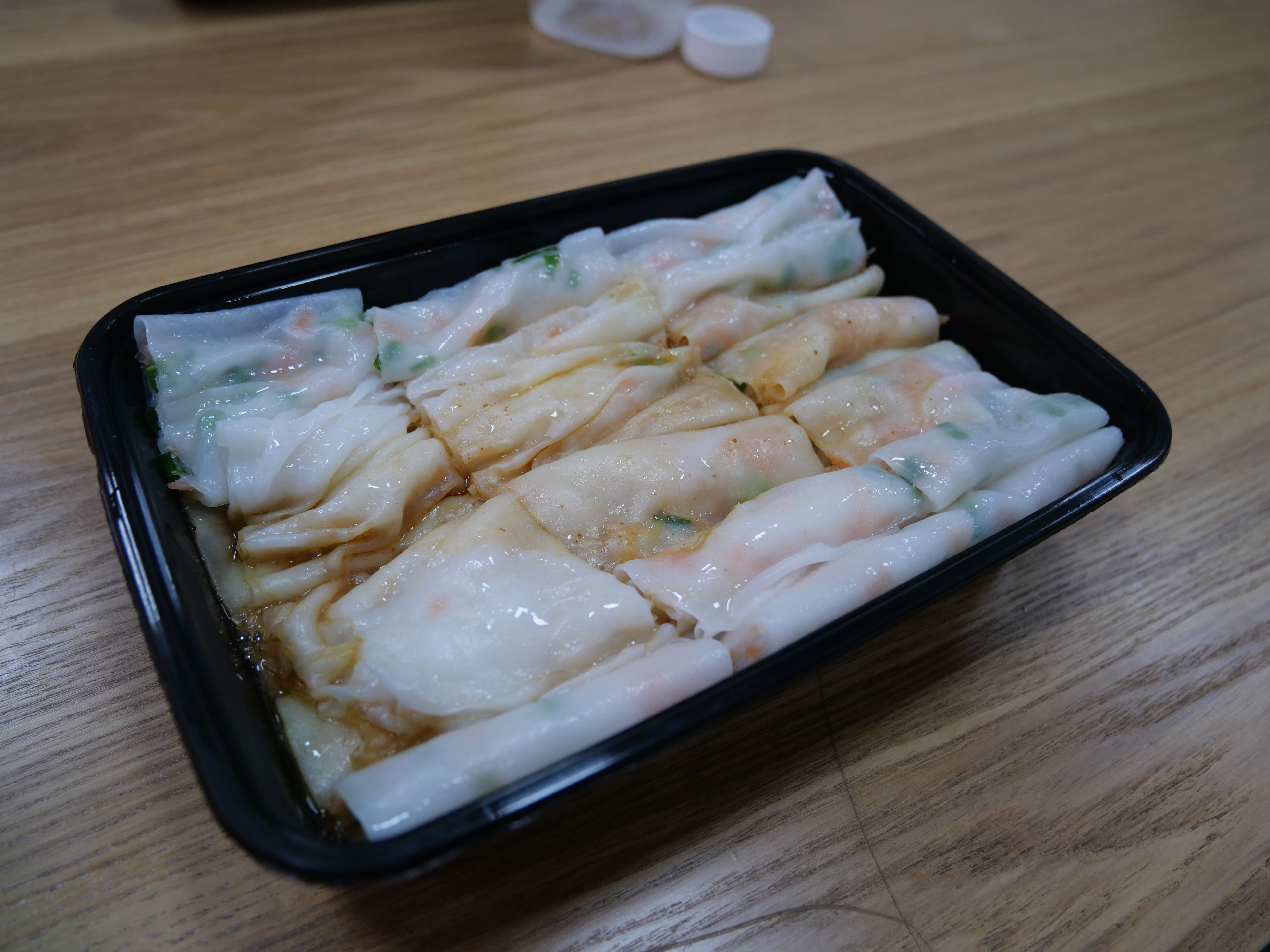
石磨腸粉